# Kehra

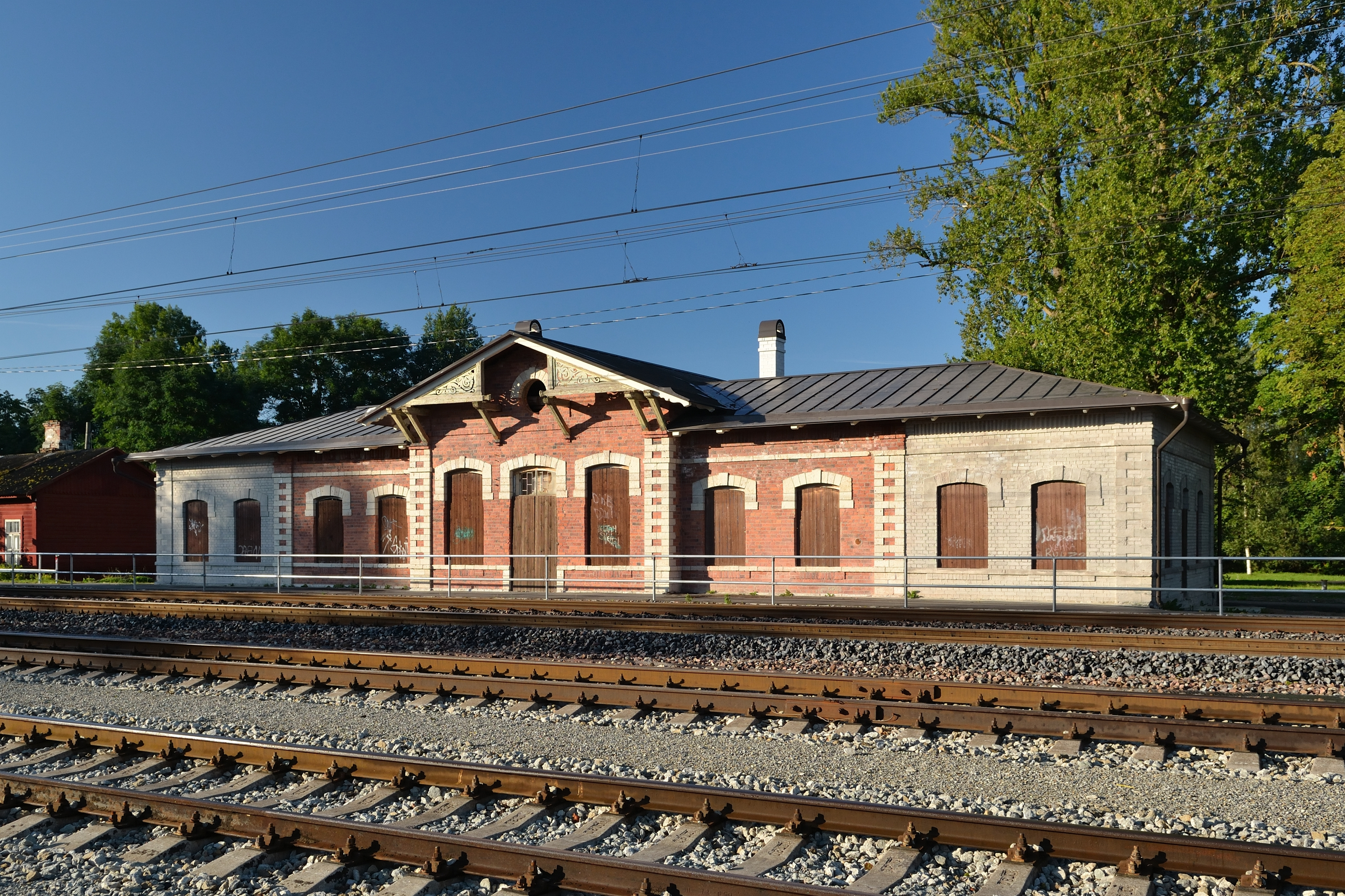
Kehra, dworzec kolejowy.

Kehra – miasto w Estonii w prowincji Harjumaa. Ośrodek administracyjny gminy Anija. Liczy 2756 mieszkańców (stan na 31.12.2013). Ośrodek przemysłu spożywczego.
Kehra leży nad rzeką Jägala. W mieście znajduje się stacja kolejowa na linii Tallinn – Narwa.